# Jean IV de Mecklembourg-Werle-Goldberg
Jean IV de Mecklembourg-Werle-Stargard (né avant 1350 - mort entre le 19 juillet et le 14 décembre 1374. Seigneur de Werle-Goldberg à Parchim de 1354/1365 à 1374.

## Biographie
Jean IV est le fils de Nicolas IV de Mecklembourg-Werle-Goldberg et de son épouse Agnès de Lindow-Ruppin. 
Comme il est encore mineur lors de la mort de son père il est placé par sa mère sous la tutelle de Albert II duc de Mecklenbourg. Un conflit éclate entre Albert II et la mère de Jean IV et elle choisit alors Nicolas III de Mecklembourg-Werle-Güstrow comme tuteur. Après la mort de Nicolas III en 1360/1361, Jean IV assume seul le gouvernement de son patrimoine.
Le 31 octobre 1366, il conclut un contrat de mariage avec le duc  Albert II et ses fils, par lequel il s'engage à épouser Euphemia, la fille âgée de 4 ans d'un fils d'Albert II,Henri III. Le mariage est prévu pour 1379, quand la jeune fille atteindra ses 17 ans. Toutefois Jean IV meurt en 1374, de ce fait cette union n'eut jamais lieu.
Jean IV meurt donc en 1374 célibataire et sans enfant. À sa mort la lignée de  Werle-Goldberg s'éteint et sa principauté passe à son cousin Bernard II de Mecklembourg-Werle-Waren. Jean IV est probablement inhumé comme les autres membres de sa famille dans l'église du monastère de Doberan.